# 1952 dans les chemins de fer
Chronologie des chemins de fer
1951 dans les chemins de fer - 1952 - 1953 dans les chemins de fer

## Évènements

### Février
- 4 février, Luxembourg : le régime des pensions des agents de la Société nationale des chemins de fer luxembourgeois est modifié par un arrêté[1] grand-ducal.

### Juin
- 5 juin.  France :   inauguration de l'électrification de la Ligne de Paris-Lyon à Marseille-Saint-Charles sur la section Paris-Gare-de-Lyon  à Gare de Lyon-Perrache avec la circulation d’un train voyageur tracté par une machine électrique du type 2D2 9100.

- 30 juin.  France :   ouverture de la section Porte de Saint-Ouen - Carrefour Pleyel de la ligne 13 du métro de Paris.

### Octobre
- 4 octobre.  Belgique :   inauguration par le roi Baudouin de la jonction entre les gares du Nord et du Midi à Bruxelles.

- 8 octobre, Royaume-Uni : un grand accident ferroviaire se produit à la gare de Harrow and Wealdstone en Londres ; 112 morts. C'est l'accident ferroviaire le plus grave en période de paix au Royaume-Uni.

## Déclassements de lignes françaises
- Décret du 7 janvier 1952 portant déclassement des tronçons Besançon-Évillers et Entreportes-Pontarlier de la ligne des voies ferrées d'intérêt local de Besançon à Pontarlier (Doubs) ⇒ p. 535, JO du 12 janvier 1952

- Décret du 6 février 1952 relatif au déclassement de la ligne de tramways de Béziers à Valras ⇒ p. 1689, JO du 9 février 1952 ⇒ exploité par la régie municipale des tramways de Béziers

- Décret du 3 mars 1952 portant déclassement de plusieurs sections de la ligne de chemin de fer d'intérêt local de Bray-sur-Seine à Sablonnières ⇒ p. 2714, JO du 7 mars 1952 ⇒ Section de Bray-sur-Seine à Embranchement de Rogenvilliers (PK 26,700) et Section de Jouy-le-Châtel à Béton-Bazoches

- Décret du 5 mars 1952 portant déclassement de certaines lignes du réseau des tramways urbains de Bordeaux ⇒ p. 2818, JO du 9 mars 1952 ⇒
  - Ligne n°4, de la place de la République au 2e PN de l'av. Thiers
  - Ligne n°5, de la place de la République au PN de la Benauge
  - Ligne n°6, de la place de la République à la Souys
  - Ligne n°13, de la place Gambetta à la place de l'Église St Augustin
  - Ligne n°16, de la place J. Jaurès à la barrière St Médard par la rue Judaïque
  - Ligne n°17, de la place J. Jaurès à la barrière Judaïque par la rue de la Croix Blanche

- Décret du 5 mars 1952 portant déclassement des lignes d'intérêt local de Melun à Barbizon et de Chailly à Milly ⇒ p. 2818, JO du 9 mars 1952

- Décret du 27 mars 1952 portant déclassement d'une partie de la voie ferrée de Saint-Brieuc à Saint-Alban et d'une parcelle de terrain de l'ancien dépôt du chemin de fer de Cesson ⇒ p. 3356, JO du 29 mars 1952 ⇒ Par décret en date du 27 mars 1952, sont déclassés, avec les bâtiments qui y sont édifiés, des terrains, d'une superficie totale de 8.950 mètres carrés, figurés au plan annexé au présent décret et comprenant : 1° La section de la ligne de chemin de fer d'intérêt local de Saint-Brieuc à Saint-Alban, comprise entre les points kilométriques 3,74695 et 4,03867 ; 2° Le reliquat des terrains affectés à l'ancien dépôt de Cesson.

- Décret du 27 mars 1952 portant déclassement de la ligne d'intérêt général de Colmar à Marckolsheim (Haut-Rhin) ⇒ p. 3356, JO du 29 mars 1952 ⇒ à voie métrique.

- Décret du 29 mars 1952 portant déclassement de la ligne de Saint-Louis-lès-Bitche à la frontière ⇒ p. 3535, JO du 3 avril 1952 ⇒ intérêt général

- Décret du 29 mars 1952 portant déclassement de plusieurs lignes d'intérêt local dans les départements de la Dordogne et de la Haute-Vienne ⇒ p. 3535, JO du 3 avril 1952 ⇒ Dordogne : Ligne de Périgueux à Saint-Pardoux-la-Rivière, de Périgueux à la Juvenie, de Périgueux à Vergt et de Vergt à Bergerac ; Haute-Vienne : de la Juvenie à Saint-Yrieix.

- Décret du 1er avril 1952 portant déclassement de la ligne des Riceys à Cunfin ⇒ p. 3573, JO du 4 avril 1952 ⇒ intérêt local

- Décret du 8 avril 1952 portant déclassement de la section comprise entre la gare de Huningue et la culée Est du pont sur le Rhin de la ligne d'intérêt général de Waldighoffen à Huningue et Palmrain (Allemagne) ⇒ p. 3768, JO du 10 avril 1952 ⇒ PK 2,941 à 3,755

- Décret du 19 avril 1952 portant déclassement de la section Châteaudun - Courtalain - Saint-Pellerin de la ligne d'intérêt général de Patay à Nogent-le-Rotrou ⇒ p. 4220, JO du 23 avril 1952 ⇒ PK 0,821 à 17,621, voie unique.

- Décret du 2 mai 1952 portant déclassement de la ligne secondaire d'intérêt général de Sancoins à Lapeyrouse ⇒ p. 4565, JO du 4 mai 1952

- Décret du 2 mai 1952 relatif au déclassement de la ligne d'intérêt local du tramway à traction électrique de Valence (Drôme) à Saint-Péray (Ardèche) ⇒ p. 4565, JO du 4 mai 1952

- Décret du 10 mai 1952 portant déclassement du réseau secondaire d'intérêt général des Charentes - Deux-Sèvres ⇒ p. 4868, JO du 14 mai 1952 ⇒ (…) Vu les lois et décrets relatifs au réseau secondaire d'intérêt général des Charentes - Deux-Sèvres, et notamment les décrets du 5 avril 1873 et les lois des 17 juillet 1879, 18 janvier 1883, 28 mars 1893, 26 février 1897 et 30 mars 1910, qui ont déclaré d'utilité publique les lignes de chemin de fer de Saint-Jean-d'Angély à Cognac, Saint-Jean-d'Angély à Marans, Saint-Jean-d'Angély à Civray, Ferrières-Courçon à Épannes et Saintes à Burie ; vu la décision ministérielle du 31 octobre 1950 autorisant la compagnie concessionnaire à suspendre, à dater du 1er janvier 1951, l'exploitation du réseau des Charentes - Deux-Sèvres (…)

- Décret du 16 mai 1952 portant déclassement de la ligne d'Ingwiller à la Petite-Pierre ⇒ p. 5048, JO des 19 et 20 mai 1952

- Décret du 21 mai 1952 portant déclassement de la section Boofzheim - Marckolsheim de la ligne de Strasbourg à Marckolsheim ⇒ p. 5215, JO du 24 mai 1952 ⇒ intérêt local

- Décret du 30 juin 1952 relatif au déclassement du réseau de tramways de Roanne (Loire) ⇒ p. 6697, JO du 4 juillet 1952

- Décret du 1er juillet 1952 portant déclassement des lignes d'intérêt local de Bourges à Laugères et de Saint-Florent à Marçais (Cher) ⇒ p. 6740, JO du 5 juillet 1952

- Loi n°52-797 du 9 juillet 1952 portant déclassement de la section Amélie-les-Bains - Arles-sur-Tech de la ligne d'intérêt général d'Elbe à Arles-sur-Tech ⇒ p. 6874, JO du 10 juillet 1952 ⇒ PK 511,146 à 515,015

- Loi n°52-810 du 11 juillet 1952 portant déclassement de la section Port-Boulet - Avoine - Beaumont de la ligne de Port-Boulet à Port-de-Piles ⇒ p. 7003, JO du 12 juillet 1952 ⇒ PK 0,620 à 5,870

- Décret du 23 août 1952 portant déclassement du réseau de tramways de Boulogne-sur-Mer ⇒ p. 8507, JO du 27 août 1952

- Décret du 23 août 1952 approuvant la résiliation de la concession des tramways d'Hendaye ⇒ p. 8507, JO du 27 août 1952 ⇒ est approuvée la convention intervenue les 14-17 mars 1952, entre le maire de la ville d'Hendaye et la Société des voies ferrées départementales du Midi, en vue de la résiliation de la concession des tramways urbains d'Hendaye.

- Décret du 23 août 1952 autorisant l'exploitation en régie du réseau de voies ferrées d'intérêt local du département du Doubs ⇒ p. 8545, JO du 28 août 1952

- Décret du 23 août 1952 relatif à l'exploitation de la voie ferrée d'intérêt local de Tinchebray à Montsecret (Orne) ⇒ p. 8545, JO du 28 août 1952 ⇒ approbation de la convention d'affermage intervenue le 17 juillet 1951 entre le syndicat intercommunal pour l'exploitation de ladite ligne et la Société des transports automobiles de l'Ouest

- Arrêté du 23 août 1952 approuvant la convention intervenue entre l'État et deux sociétés privées relative à la concession du chemin de fer de Denain-Forges à Lourches ⇒ p. 8769, JO du 4 septembre 1952 ⇒ convention intervenue le 3 octobre 1951 entre l'État, d'une part, la société "Denain-Anzin", société anonyme, et la société "Union sidérurgique du Nord de la France (Usinor)" d'autre part

- Décret du 19 septembre 1952 portant déclassement de la section Dienville-Jessains de la ligne d'intérêt général de Vitry-le-François à Bar-sur-Aube ⇒ p. 9250, JO du 24 septembre 1952

- Décret du 29 septembre 1952 déclassant des lignes de tramways de Nice (Alpes-Maritimes) ⇒ p. 9607, JO du 8 octobre 1952 ⇒ lignes 9 et 10 du réseau des tramways urbains de la ville de Nice, entre le lieudit Carras et Saint-Laurent-du-Var ; approuvée la convention intervenue le 17 mars 1952 entre la ville de Nice et la Compagnie des tramways de Nice et du littoral, en vue de fixer les modalités de ce déclassement

- Décret du 6 octobre 1952 déclarant d'utilité publique la construction d'une voie ferrée normale entre le pont de Saint-Brice et le pont de Fléchambault, à Reims, et déterminant les conditions de l'exploitation en régie directe du réseau de la banlieue de Reims et extensions ⇒ p. 9775, JO des 13 et 14 octobre 1952 ⇒ intérêt local

- Décret n°52-1208 du 31 octobre 1952 portant déclassement des voies ferrées des quais du port de Duclair ⇒ p. 10381, JO des 2, 3 et 4 novembre 1952

- Décret du 13 novembre 1952 portant déclassement de la section Vernonnet-Vernon de la ligne d'intérêt général de Gisors à Pacy-sur-Eure ⇒ p. 10705, JO du 16 novembre 1952 ⇒ ligne d'IG de Gisors à Pacy-sur-Eure, PK 39,610 à 40,649

- Décret du 12 décembre 1952 portant déclassement de la ligne de chemin de fer d'intérêt local de Caen à Courseulles ⇒ p. 11571, JO du 16 décembre 1952 ⇒ la section entre la gare Saint-Julien à Caen (PN du CD n°22 inclus) et la gare de Courseulles ; le tronçon entre le dépôt de Saint-Julien et l'ancienne gare Saint-Martin, à Caen

- Décret du 15 décembre 1952 relatif au déclassement de la ligne n°5 du réseau urbain des tramways de Toulouse ⇒ p. 11676, JO du 19 décembre 1952  ⇒ gare Matabiau, route de Cagnaux (Cépière), entre le PKJ 4.018.425 et le terminus 5.645.975

- Décret du 15 décembre 1952 relatif au déclassement partiel des lignes 3, 9 et 10 du réseau des transports urbains de la ville de Nice ⇒ p. 11676, JO du 19 décembre 1952 ⇒ entre le lieudit Carras et le boulevard Gambetta, sur le RN7 et le long du boulevard de la Madeleine ; approuvée la convention du 17 mars 1952 d° plus haut